# Grand Prix-versenyzés

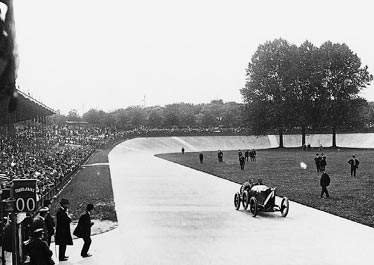
Georges Boillot, az 1912-es francia nagydíj győztese

Az első Formula–1-es világbajnokság 1950-es elindulása előtt a századfordulón kezdődött el a gyorsasági autóversenyzés hőskora. Az első futamot 1894-ben rendezték meg, az első modern Grand Prix-t pedig 1906-ban, amelyet a magyar Szisz Ferenc nyert meg. A két világháború közötti évadokban már több verseny szerepelt, olyan versenyzők domináltak ekkor, mint Tazio Nuvolari, Rudolf Caracciola vagy Bernd Rosemeyer. A második világháború után, 1946-ban rögzítették a Formula–1 alapvető szabályait, végül az 1950-es Formula–1 világbajnokságtól datálható a jelenkori versenyek evolúciója.

## Városok közötti versenyek (1894–1903)
Az autóversenyzés Franciaországban kezdődött. Az első autóversenyt 1894. július 22-én, a Le Petit Journal párizsi újság szervezte. A versenyzőknek a Rouen-Párizs útvonalat kellett teljesíteniük. Ezeknek az autóversenyek a nyomvonala általában a nagyobb francia városoktól (Marseille, Bordeaux) Párizsig tartott, később európai nagyvárosok között, mint Berlin, Madrid, vagy Bécs.

## A körpályás versenyek kezdete (1904–1914)

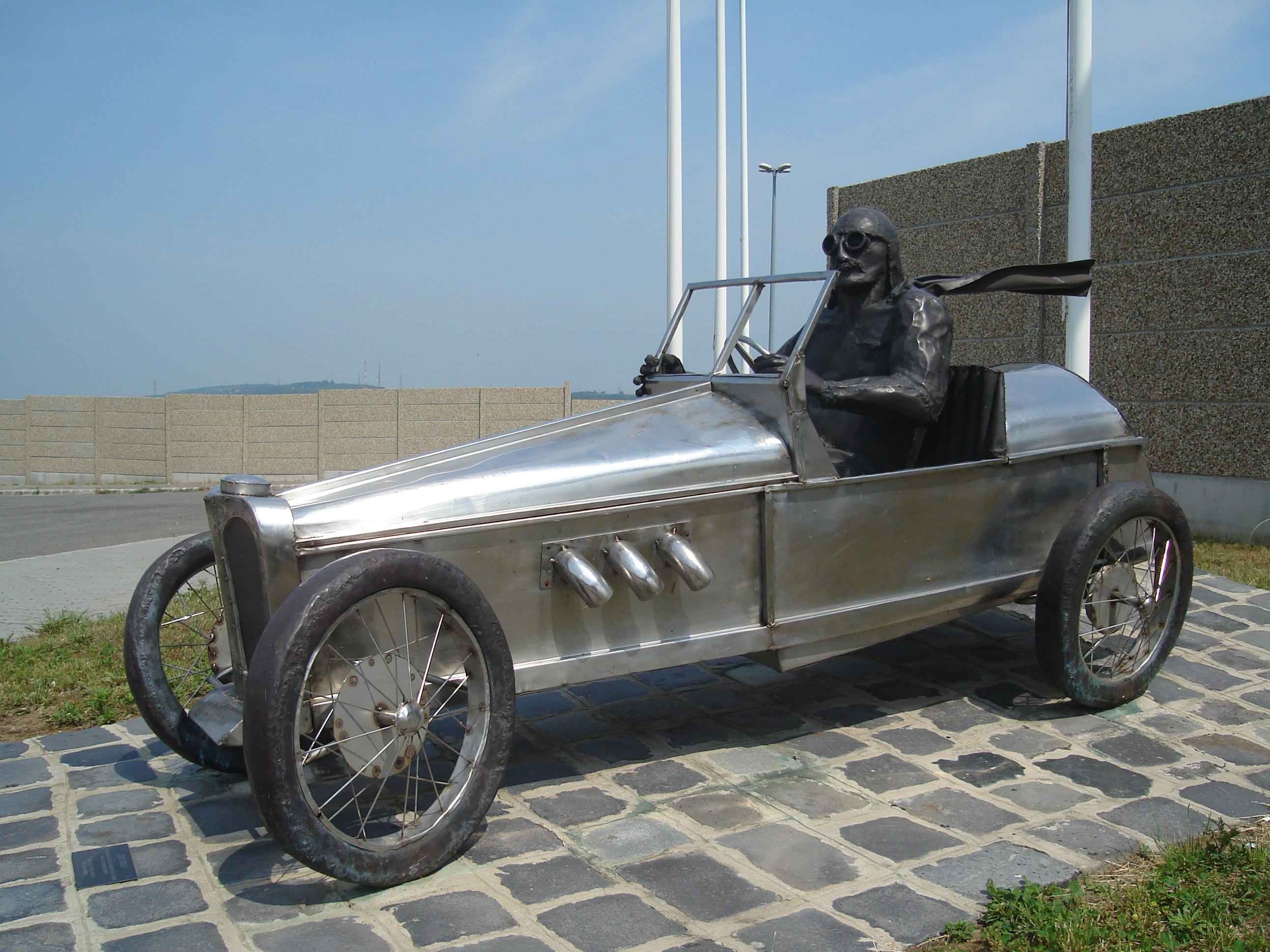
Szisz Ferenc szobra

A sok halálos baleset után elterjedtek a körpályákon való versenyek. 1906-ban a francia automobilklub megszervezte az első Grand Prix-t, magyarul nagydíjat. A versenyt Le Mans-ban tartották, egy 105 kilométer hosszú pályán. A 32 induló közül a magyar származású Szisz Ferenc győzött egy Renault-val.

## A két világháború között (1919–1939)

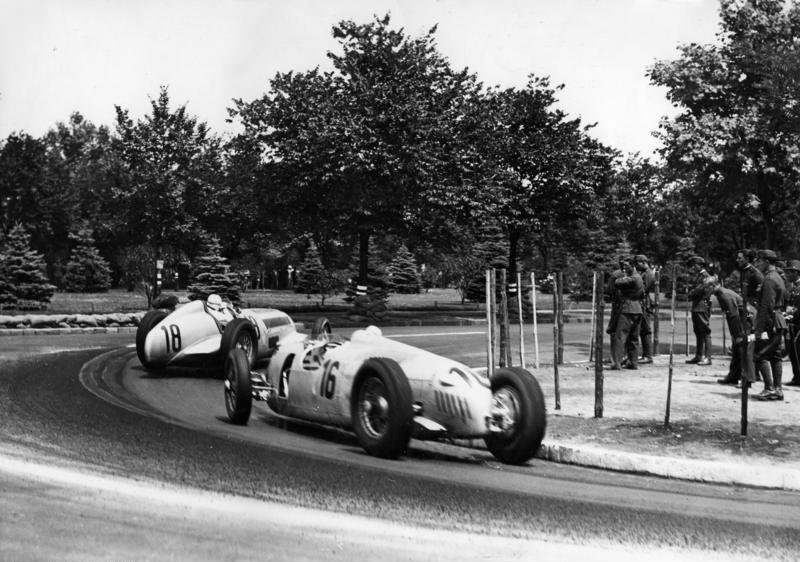
Az 1936-os magyar nagydíj

Az első világháború után ismét megnőtt az érdeklődés az autósport felé. A '20-as években épültek Európa ismert versenypályái, mint az olasz Monza, a német Nürburgring vagy a belga Spa-Francorchamps. A legsikeresebb márkák ekkoriban a Bugatti és az Alfa Romeo voltak.
Az 1930-as években a német márkák beléptével, mint a Mercedes-Benz és az Auto Union, megváltoztak az erőviszonyok. Az Adolf Hitler által támogatott német csapatok egyértelműen domináltak, amelyet Hitler propagandaként használt fel, hasonlóan az 1936-os berlini olimpiához. 1936-ban nem világbajnoki versenyként megrendezték az első magyar nagydíjat a Népligetben. A '30-as években Achille Varzi, Tazio Nuvolari, Rudolf Caracciola, Manfred von Brauchitsch, Hermann Lang, Bernd Rosemeyer dominált.

## Az újrakezdés a háború után (1945–1949)
A második világháború teljesen megállította a motorsportot Európában. A háború után, 1945 őszében éledt újra a versenyzés egy kis verseny keretében, a párizsi Bois de Boulogne parkban. Sok versenyző a harcmezőkön, vagy koncentrációs táborokban meghalt, a fiatal versenyzők nem tudtak versenytapasztalatokat szerezni, így a 40, 50 év feletti férfiak versenyeztek a világháború utáni időkben. Nem építettek új autókat, a régi háború előttiekkel versenyeztek. Az újjáélesztés idejében az Alfa Romeo dominált. 1949-ben elindult a Gyorsasági Motoros Világbajnokság, majd egy évre rá a formula–1-es is 1950-ben.